# Lerista kingi
Espèce
Lerista kingi est une espèce de sauriens de la famille des Scincidae.

## Répartition
Cette espèce est endémique du Sud-Ouest de l'Australie-Occidentale en Australie.

## Étymologie
Cette espèce a été nommée en l'honneur de Richard Dennis King (1942-2002).

## Publication originale
- Smith & Adams, 2007 : Revision of the Lerista muelleri species-group (Lacertilia: Scincidae) in Western Australia, with a redescription of L. muelleri (Fischer, 1881) and the description of nine new species. Records of the Western Australian Museum, vol. 23, no 4, p. 309-358 (texte intégral).